# 2006–2007-es magyar labdarúgókupa
A 2006–2007-es magyar labdarúgókupa a sorozat 68. kiírása volt. A döntőben a Honvéd és a Debreceni VSC mérkőzött meg. A győzelmet a Honvéd szerezte meg.
Az első fordulóban a megyei selejtezőkből továbbjutott 105 csapat szerepelt. Ebben a körből a Kaszaper FC ellenfél nélkül jutott tovább. A második fordulóban kapcsolódtak be az NB II-es csapatok és a Vasas (amely a sorsolás után került az NB I-be a kizárt Ferencváros helyére). Ebben a körben a Jászapáti volt erőnyerő. A következő körben csatlakoztak a nemzetközi kupában nem induló NB I-es klubok és a Ferencváros. A 4. fordulóban már a Debreceni VSC, az FC Fehérvár és az Újpest FC is szerepelt. 
Az első három fordulóban döntetlen esetén az alacsonyabb osztályban szereplő csapat jutott tovább. Azonos osztály esetén, illetve a negyedik fordulótól minden döntetlen eredmény után hosszabbítás vagy tizenegyes párbaj döntött.

## Első forduló
| 1. csapat               | Eredmény    | 2. csapat               |
| ----------------------- | ----------- | ----------------------- |
| 2006. augusztus 5.      |             |                         |
| Iván KSE                | 2–4         | Vasas SE Pápa           |
| Törökszentmiklósi FC    | 8–7         | Balástya KSK            |
| 2006. augusztus 6.      |             |                         |
| Alba Régia FC           | 0–0         | Bp. Erőmű SE            |
| Badacsonytomaji SE      | 2–3 hu.     | Balatonszárszó          |
| Bajaszentistváni SK     | 0–8         | Bonyhád VLC             |
| Bajóti Szikra SE        | 0–4         | Bajcs SE                |
| Balatonszemes KSE       | 0–7         | Márkó SE                |
| Berkenye SE             | 2–1         | Gyöngyöshalász SE       |
| Bódvavölgyi TSE Edelény | 2–0         | Karancslapujtő SE       |
| Buzsák KSE              | 2–4         | SK Ajka-Padragkút       |
| Cigánd SE               | 1–2         | Nagykálló VSE           |
| Csór FC                 | 3–0         | Budatétény SE           |
| Duna SK                 | 1–3         | Maglódi KSK             |
| Dunasziget KSE          | 0–1         | Tatai HAC               |
| Dunavecsei SE           | 1–2         | Felsőpakony SK          |
| Egerág SE               | 1–0         | Szekszárdi UFC          |
| Egri FC                 | 3–0         | Salgótarjáni BTC        |
| Etyek SE                | 1–1         | III. kerületi TUE       |
| FC Táp                  | 1–8         | Bük TK                  |
| Felsőcsatár KSK         | 1–4         | KSE Csesztreg           |
| Fővárosi Vízművek SK    | 2–2 b.: 3-5 | Kóka KSK                |
| Galambok SC             | 1–0         | Tapolcai IAC-Honvéd VSE |
| Gödöllői EAC            | 1–6         | Gyöngyösi AK            |
| Györköny SE             | 0–9         | Sárszentmiklós SE       |
| Hajdúsámson             | 1–3         | Túrkevei VSE            |
| Hegyeshalmi VSE         | 2–0         | Bábolna SE              |
| Himesháza SE            | 1–4         | Bogád SE                |
| Izsáki Sárfehér SE      | 3–10        | Jászberényi SE          |
| Jenő KSK                | 1–3         | Törökbálinti TC         |
| Kemenesalja SE          | 1–2         | Koroncó SE              |
| Kiskőrösi LC            | 1–0         | Hódmezővásárhelyi FC    |
| Kocsola SC              | 1–10        | VSK Adony               |
| Ladánybenei FC          | 1–4         | Tököl KSK               |
| Méhkeréki SE            | 4–1         | Kiszombor KSK           |
| Mezősas SE              | 1–3         | Nyírbátor FC            |
| Múcsony KSE             | 2–7         | Putnok VSE              |
| Nádasd FC               | 1–2         | Andráshida LSC          |
| Nagycsécs SE            | 1–10        | Tuzsér SE               |
| Nagymágocs SE           | 0–3         | Szolnoki Spartacus      |
| Nyírbéltek SE           | 2–7         | Létavértes SC ’97       |
| Pannonhalma SE          | 6–2         | Ugod SE                 |
| Pellérd SE              | 1–5         | Tamási SE               |
| Rákóczifalva SE         | 1–3         | Gyomaendrődi FC         |
| Sáránd SE               | 3–4         | Csenger FC              |
| Sármellék FC            | 2–4         | Csurgói TK              |
| Somogysárd KSK          | 4–2         | Sellye VSK              |
| Somosi SE               | 1–0         | Arnót SE                |
| Söpte SE                | 1–1         | Páterdomb Zalaegerszeg  |
| Szentgotthárd VSE       | 4–0         | Lenti TE                |
| Tolcsva SE              | 0–2         | Volán Sényő FC          |
| Vértesi Erőmű SE        | 2–3         | Ménfőcsanak ESK         |
| Záhony VSE              | 0–1         | Encs VSC                |
| Budai XI SE             | 1–3         | Monori SE               |
| 2006. augusztus 9.      |             |                         |
| Rákosszentmihályi SC    | 6–1         | Fóti SE                 |
| Tompai KSE              | 3–1         | Magyarbánhegyes FC      |

Kaszaper FC erőnyerő.

## Második forduló
| 1. csapat               | Eredmény | 2. csapat                |
| ----------------------- | -------- | ------------------------ |
| 2006. augusztus 30.     |          |                          |
| Pannonhalma SE          | 1–1      | Celldömölki VSE          |
| Bajcs SE                | 1–2      | Elmax-Vasas SE           |
| Ménfőcsanak ESK         | 1–5      | Szombathelyi Haladás     |
| Koroncó SE              | 4–3      | Bük TK                   |
| Hegyeshalmi VSE         | 1–5      | Lombard Pápa Termál FC   |
| Somogysárd KSK          | 1–2      | KSE Csesztreg            |
| Galambok SC             | 0–2      | FC Ajka                  |
| Alba Regia FC           | 1–1      | Balatonlelle SE          |
| Szentgotthárd VSE       | 0–7      | Hévíz LC                 |
| Söpte SE                | 2–4      | Andráshida LSC           |
| Csór FC                 | 3–5      | Gyirmót SE               |
| Márkó SE                | 2–1      | Mosonmagyaróvári TE      |
| SK Ajka-Padragkút       | 0–2      | Tatai HAC                |
| Bonyhád VLC             | 1–0      | Tököl KSK                |
| Balatonszárszó          | 0–4      | Budafoki LC              |
| Sárszentmiklós SE       | 3–3      | BKV Előre                |
| Etyek SE                | 0–3      | BFC Siófok               |
| Karád SC                | 0–5      | Dunaújvárosi Kohász      |
| Tamási SE               | 2–4      | Barcsi SC                |
| Csurgói TK              | 2–1      | Bogád SE                 |
| Egerág SE               | 2–4      | Kaposvölgye SC           |
| Encs VSC                | 1–6      | Baktalórántháza VSE      |
| Bódvavölgyi TSE Edelény | 0–9      | Nyíregyháza Spartacus FC |
| Kisbágyon SE            | 0–2      | Egri FC                  |
| Tompai KSE              | 0–7      | Orosháza FC              |
| Kiskőrösi LC            | 2–1      | Szolnoki Spartacus       |
| Kaszaper FC             | 0–2      | Makó FC                  |
| Maglódi KSK             | 2–4      | Felcsút S                |
| Monori SE               | 2–2      | Jászberényi SE           |
| Felsőpakony SK          | 1–4      | Soroksár SC              |
| Kóka KSK                | 1–1      | Erzsébeti SMTK           |
| Rákosszentmihályi SC    | 0–2      | Vecsési FC               |
| Berkenye SE             | 2–2      | Gyöngyösi AK             |
| Túrkevei VSE            | 1–5      | Létavértes SC ’97        |
| Gyomaendrődi FC         | 0–6      | Karcagi SE               |
| Méhkeréki SE            | 1–3      | Kecskeméti TE            |
| Törökszentmiklósi FC    | 2–2      | Szolnoki MÁV FC          |
| Volán Sényő SC          | 0–3      | Kazincbarcikai SC        |
| Csenger FC              | 2–3      | Putnok VSE               |
| Nyírbátor FC            | 1–3      | Tuzsér SE                |
| Nagykálló VSE           | 2–3      | Bőcs                     |
| Törökbálinti TC         | 0–2      | Integrál-DAC             |
| VSK Adony               | 1–2      | Budakalászi MSE          |
| Somosi SE               | 0–3      | Vasas                    |

## Harmadik forduló
| 1. csapat                | Eredmény    | 2. csapat                |
| ------------------------ | ----------- | ------------------------ |
| 2006. szeptember 19.     |             |                          |
| Tuzsér SE                | 0–3         | Rákospalotai EAC         |
| Kóka KSK                 | 0–8         | Vasas                    |
| 2006. szeptember 20.     |             |                          |
| FC Ajka                  | 2–4         | Lombard Pápa Termál FC   |
| Alba Regia FC            | 1–5         | Dunaújvárosi Kohász      |
| Berkenye SE              | 1–1         | Kazincbarcikai SC        |
| Budakalászi MSE          | 0–1         | Paksi FC                 |
| KSE Csesztreg            | 1–1         | BFC Siófok               |
| Csurgói TK               | 0–3         | Kaposvári Rákóczi FC     |
| Elmax-Vasas SE           | 1–2         | FC Tatabánya             |
| Egri FC                  | 0–4         | Nyíregyháza Spartacus FC |
| Hévíz                    | 2–1         | Barcsi SE                |
| Jászapáti VSE            | 1–3         | Soroksár SC              |
| Karcagi SE               | 2–1         | Vecsési FC               |
| Kiskőrösi LC             | 1–4         | Orosháza FC              |
| Koroncó SE               | 2–7         | Győri ETO FC             |
| Létavértes SC ’97        | 0–1         | Dunakanyar-Vác           |
| Makó FC                  | 2–2 b.: 5-3 | Kecskeméti TE            |
| Márkó SE                 | 0–4         | Budafoki LC              |
| Monor SE                 | 2–6         | Budapest Honvéd FC       |
| Putnok VSE               | 6–2         | Bőcs                     |
| Sárszentmiklósi SE       | 0–1         | FC Sopron                |
| Törökszentmiklósi FC     | 0–8         | MTK Budapest FC          |
| Andráshida LSC           | 2–4         | Zalaegerszegi TE FC      |
| Pannonhalma SE           | 0–6         | Gyirmót SE               |
| Felcsút SE               | 0–2         | Pécsi MFC                |
| Tatai HAC                | 0–5         | Integrál-DAC             |
| Kaposvölgye SC Nagyberki | 1–2         | Ferencvárosi TC          |
| 2006. szeptember 21.     |             |                          |
| Bonyhád Völgység         | 1–0         | Szombathelyi Haladás     |
| 2006. szeptember 26.     |             |                          |
| Baktalórántháza VSE      | 1–3         | Diósgyőri VTK            |

## Negyedik forduló
| 1. csapat                | Eredmény | 2. csapat            |
| ------------------------ | -------- | -------------------- |
| 2006. október 18.        |          |                      |
| Bonyhád Völgység SC      | 1–6      | FC Sopron            |
| Makó FC                  | 0–6      | MTK Budapest FC      |
| KSE Csesztreg            | 0–3      | Kaposvári Rákóczi FC |
| Gyirmót SE               | 5–4 hu.  | FC Fehérvár          |
| 2006. október 19.        |          |                      |
| Putnok VSE               | 0–3      | Újpest FC            |
| 2006. október 25.        |          |                      |
| Berkenye SE              | 0–6      | Rákospalotai EAC     |
| Budafoki LC              | 0–1      | Diósgyőri VTK        |
| Dunaújvárosi Kohász      | 2–0      | Paksi FC             |
| Nyíregyháza Spartacus FC | 0–2      | Debreceni VSC        |
| Orosháza FC              | 0–1      | Budapest Honvéd FC   |
| Soroksár SC              | 2–3      | Vasas                |
| Integrál-DAC             | 0–3      | Győri ETO FC         |
| Lombard Pápa             | 3–0      | FC Tatabánya         |
| Ferencvárosi TC          | 4–0      | Pécsi MFC            |
| Hévíz LC                 | 0–4      | Zalaegerszegi TE FC  |
| 2006. november 1.        |          |                      |
| Karcag                   | 0–5      | Dunakanyar-Vác       |

## Nyolcaddöntő
| 1. csapat                            | Össz. | 2. csapat            | 1. mérk. | 2. mérk. |
| ------------------------------------ | ----- | -------------------- | -------- | -------- |
| 2006. november 1., 8., 21., 22., 29. |       |                      |          |          |
| Dunaújvárosi Kohász                  | 0–4   | Debreceni VSC        | 0–1      | 0–3      |
| Ferencvárosi TC                      | 4–1   | Gyirmót SE           | 1–0      | 3–1      |
| FC Sopron                            | 2–6   | Diósgyőri VTK        | 1–2      | 1–4      |
| Zalaegerszegi TE FC                  | 4–4   | Rákospalotai EAC     | 1–0      | 3–4      |
| Budapest Honvéd FC                   | 5–1   | Kaposvári Rákóczi FC | 1–1      | 4–0      |
| Vasas                                | 3–2   | Dunakanyar-Vác       | 2–1      | 1–1      |
| Győri ETO FC                         | 1–8   | MTK Budapest FC      | 1–3      | 0–5      |
| Lombard Pápa Termál FC               | 2–6   | Újpest FC            | 0–2      | 2–4      |

## Negyeddöntő
| 1. csapat                                        | Össz. | 2. csapat           | 1. mérk. | 2. mérk. |
| ------------------------------------------------ | ----- | ------------------- | -------- | -------- |
| 2007. március 13., 21., 22., április 3., 4., 11. |       |                     |          |          |
| MTK Budapest FC                                  | 3–4   | Budapest Honvéd FC  | 2–2      | 1–2      |
| Diósgyőri VTK                                    | 5–4   | Zalaegerszegi TE FC | 2–1      | 3–3      |
| Újpest FC                                        | 1–3   | Debreceni VSC       | 0–0      | 1–3      |
| Ferencvárosi TC                                  | 3–4   | Vasas               | 0–2      | 3–2      |

## Elődöntő
| 1. csapat                        | Össz. | 2. csapat     | 1. mérk. | 2. mérk. |
| -------------------------------- | ----- | ------------- | -------- | -------- |
| 2007. április 17., 18., 24., 25. |       |               |          |          |
| Diósgyőri VTK                    | 2–3   | Debreceni VSC | 0–1      | 2–2      |
| Budapest Honvéd FC               | 2–1   | Vasas         | 0–0      | 2–1      |

## Döntő
| 2007. május 9. 18:30 |

| Debreceni VSC                                    | 2–2 (h. u.)                           | Budapest Honvéd                                     |
| ------------------------------------------------ | ------------------------------------- | --------------------------------------------------- |
| Zsolnai 70' Sidibe 96' (11-esből) Bíró 77′, 114′ | (0–1, 1–1, 2–2) Jegyzőkönyv Részletek | Ivancsics 28' Szabó 105' (11-esből) Pomper 62′, 96′ |
| Büntetőpárbaj                                    |                                       |                                                     |
| Komlósi Sidibe Kiss Zsolnai                      | 1–3                                   | Ivancsics Genito Ndjodo Szabó                       |

| Szusza Ferenc Stadion, Budapest Nézőszám: 6 880 Játékvezető: Bede Ferenc (magyar) |

A Budapest Honvéd MK-ban mérkőzésre nevezett játékosai: Tóth Iván (6), Miski Zoltán (3), Ráthy Richárd (0), Sandro Törmie (0) – Abraham (2), Baranyai Tibor (0), Bartyik Norbert (2), Benjamin (8), Igor Bogdanović (4), Budovinszky Krisztián (2), Csobánki Ádám (1), Dancs Roland (3), Debreceni András (7), Diego (2), Disztl Dávid (4), Dobos Attila (6), Genito (7), Hercegfalvi Zoltán (7), Ivancsics Gellért (5), Kocsis Ferenc (0), Koós Gábor (6), Lantos István (0), László András (4), Lázár Zsolt (0),Mészáros Attila (2), Mogyorósi József (3), Édouard Ndjodo (4), Pomper Tibor (5), Sándor István (3), Schindler Szabolcs (9), Schrancz Balázs (3), Szabó Tibor (5), Mićo Smiljanić (4), Takács Zoltán (1), Vincze Zoltán (4), Zana Norbert (3)